# Nguyễn Đại Năng, Hải Phòng
Phường Nguyễn Đại Năng là một phường thuộc thành phố Hải Phòng.

## Địa lý
Phường Nguyễn Đại Năng có vị trí địa lý:
- Phía bắc giáp phường Kinh Môn và xã Việt Khê.
- Phía nam giáp phường An Phong và phường Hồng An với ranh giới tự nhiên là sông Kinh Môn.
- Phía đông giáp phường Lê Ích Mộc với ranh giới tự nhiên là sông Kinh Thầy.
- Phía tây giáp xã Phú Thái với ranh giới tự nhiên là sông Kinh Môn.

## Lịch sử
Địa giới phường Nguyễn Đại Năng trước đây thuộc thị xã Kinh Môn, tỉnh Hải Dương.
Ngày 12 tháng 6 năm 2025, Quốc hội ban hành Nghị quyết số 202/2025/QH15 về việc sắp xếp đơn vị hành chính cấp tỉnh (nghị quyết có hiệu lực từ ngày 12 tháng 6 năm 2025). Theo đó, sáp nhập tỉnh Hải Dương vào thành phố Hải Phòng. Khu vực thành lập phường Nguyễn Đại Năng thuộc thành phố Hải Phòng.
Ngày 16 tháng 6 năm 2025, Ủy ban Thường vụ Quốc hội bàn hành Nghị quyết sắp xếp các đơn vị hành chính cấp xã thuộc thành phố Hải Phòng năm 2025. Theo đó, sắp xếp toàn bộ diện tích tự nhiên, quy mô dân số của phường Thái Thịnh, phường Hiến Thành và xã Minh Hòa thành phường mới có tên gọi là phường Nguyễn Đại Năng.
Căn cứ theo đề án sắp xếp đơn vị hành chính cấp xã của thành phố Hải Phòng năm 2025, phường Nguyễn Đại Năng được thành lập từ:
- Toàn bộ diện tích tự nhiên là 4,05 km², quy mô dân số là 8.297 người của phường Thái Thịnh;
- Toàn bộ diện tích tự nhiên là 6,30 km², quy mô dân số là 10.836 người của phường Hiến Thành;
- Toàn bộ diện tích tự nhiên là 7,05 km², quy mô dân số là 9.950 người của xã Minh Hòa.

Phường Nguyễn Đại Năng có diện tích tự nhiên là 17,40 km² (đạt 316,44% so với tiêu chuẩn) và quy mô dân số là 29.083 người (đạt 138,49% so với tiêu chuẩn).
Về tên gọi, phường lấy tên thầy y Nguyễn Đại Năng, là người con vùng đất Kinh Môn.